# 劉夔 (元朝)
劉夔（13世纪—1322年），元朝大臣，官至司徒。

## 生平
至大三年（1310年）九月壬辰，皇太子爱育黎拔力八达向皇兄元武宗进言：司徒刘夔巡视江南，大扰平民，二年不归。元武宗下诏罢除。元英宗至治元年（1321年），司徒刘夔献上浙东民田，矫诏出库钞六百五十万贯，丞相铁木迭儿分取其半。至治二年（1322年）十一月，御史弹劾其奸，尽得其情，以田归还田主，劉夔被处死，并籍没其家。